# Alejandra García
Alejandra García Flood (Buenos Aires, 13 giugno 1973) è un'ex astista argentina.

## Biografia
García inizia a competere in ambito regionale e giovanile a partire dai primi anni Novanta, gareggiando in differenti discipline come il salto in lungo ed il salto in alto. Il suo debutto in nazionale seniores nel 1993 la vede ancora cimentarsi in diversi ambiti, tant'è che ha partecipato ai Giochi panamericani casalinghi di Mar del Plata nell'eptathlon femminile. Dal 1997 si è concentrata principalmente sul salto con l'asta, che l'ha vista dominare per circa un decennio nel continente sudamericano. Oltre infatti ad aver detenuto il record sudamericano fino al 2005, ha vinto numerose medaglie nei Giochi sudamericani e nei Campionati sudamericani di atletica leggera.

García conta nel suo palmares una medaglia d'oro vinta ai Giochi panamericani del 1999, prima volta in cui è stata disputata la gara femminile di salto con l'asta. Inoltre ha preso parte a diverse edizioni dei Mondiali e a tre edizioni consecutive dei Giochi olimpici dal 2000 al 2008, disputando la finale ad Atene 2004.

## Palmarès
| Anno | Manifestazione             | Sede           | Evento           | Risultato | Prestazione | Note |
| ---- | -------------------------- | -------------- | ---------------- | --------- | ----------- | ---- |
| 1990 | Sudamericani juniores      | Bogotà         | Salto in alto    | Argento   | 1,65 m      |      |
| 1993 | Sudamericani               | Lima           | Salto in alto    | Argento   | 1,84 m      |      |
| 1994 | Campionati ibero-americani | Mar del Plata  | Salto in lungo   | Bronzo    | 6,13 m      |      |
| 1995 | Giochi panamericani        | Mar del Plata  | Eptathlon        | 5ª        | 5139 p.     |      |
| 1995 | Sudamericani               | Manaus         | Salto con l'asta | Oro       | 3,10 m      |      |
| 1996 | Campionati ibero-americani | Medellín       | Salto in alto    | Bronzo    | 1,83 m      |      |
| 1996 | Campionati ibero-americani | Medellín       | Salto in lungo   | 5ª        | 6,16 m      |      |
| 1997 | Mondiali indoor            | Parigi         | Salto con l'asta | nm (q)    | nm (q)      |      |
| 1997 | Sudamericani               | Mar del Plata  | Salto con l'asta | Argento   | 3,50 m      |      |
| 1998 | Campionati ibero-americani | Lisbona        | Salto con l'asta | Argento   | 3,95 m      |      |
| 1998 | Giochi sudamericani        | Cuenca         | Salto con l'asta | Oro       | 4,05 m      |      |
| 1999 | Mondiali indoor            | Maebashi       | Salto con l'asta | dns       | dns         |      |
| 1999 | Sudamericani               | Bogotà         | Salto con l'asta | Oro       | 4,30 m      |      |
| 1999 | Giochi panamericani        | Winnipeg       | Salto con l'asta | Oro       | 4,30 m      |      |
| 1999 | Mondiali                   | Siviglia       | Salto con l'asta | 11ª       | 4,25 m      |      |
| 2000 | Campionati ibero-americani | Rio de Janeiro | Salto con l'asta | Oro       | 4,30 m      |      |
| 2000 | Giochi olimpici            | Sydney         | Salto con l'asta | 18ª (q)   | 4,15 m      |      |
| 2001 | Sudamericani               | Manaus         | Salto con l'asta | Oro       | 4,00 m      |      |
| 2001 | Mondiali                   | Edmonton       | Salto con l'asta | 21ª (q)   | 4,25 m      |      |
| 2002 | Campionati ibero-americani | Guatemala City | Salto con l'asta | Oro       | 4,25 m      |      |
| 2003 | Sudamericani               | Barquisimeto   | Salto con l'asta | Oro       | 4,20 m      |      |
| 2003 | Mondiali                   | Saint-Denis    | Salto con l'asta | 25ª (q)   | 4,00 m      |      |
| 2004 | Campionati ibero-americani | Huelva         | Salto con l'asta | Argento   | 4,30 m      |      |
| 2004 | Giochi olimpici            | Atene          | Salto con l'asta | 13ª       | 4,20 m      |      |
| 2005 | Sudamericani               | Cali           | Salto con l'asta | nm        | nm          |      |
| 2006 | Sudamericani               | Tunja          | Salto con l'asta | Bronzo    | 4,00 m      |      |
| 2007 | Sudamericani               | San Paolo      | Salto con l'asta | Argento   | 4,20 m      |      |
| 2007 | Giochi panamericani        | Rio de Janeiro | Salto con l'asta | 4ª        | 4,20 m      |      |
| 2007 | Mondiali                   | Osaka          | Salto con l'asta | 29ª (q)   | 4,20 m      |      |
| 2008 | Campionati ibero-americani | Iquique        | Salto con l'asta | Bronzo    | 4,00 m      |      |
| 2008 | Giochi olimpici            | Pechino        | Salto con l'asta | 31ª (q)   | 4,15 m      |      |
| 2009 | Sudamericani               | Lima           | Salto con l'asta | Bronzo    | 4,10 m      |      |
| 2010 | Campionati ibero-americani | San Fernando   | Salto con l'asta | 5ª        | 4,10 m      |      |
| 2011 | Sudamericani               | Buenos Aires   | Salto con l'asta | nm        | nm          |      |
| 2011 | Giochi panamericani        | Guadalajara    | Salto con l'asta | 6ª        | 4,20 m      |      |